# Mostreig no uniforme
El mostreig no uniforme és una branca de la teoria del mostreig que implica resultats relacionats amb el teorema de mostreig de Nyquist-Shannon. El mostreig no uniforme es basa en la interpolació de Lagrange i la relació entre ell mateix i el teorema de mostreig (uniforme). El mostreig no uniforme és una generalització del teorema de mostreig de Whittaker–Shannon–Kotelnikov (WSK).
La teoria del mostreig de Shannon es pot generalitzar per al cas de mostres no uniformes, és a dir, mostres no preses igualment espaiades en el temps. La teoria de mostreig de Shannon per al mostreig no uniforme estableix que un senyal limitat per banda es pot reconstruir perfectament a partir de les seves mostres si la freqüència de mostreig mitjana compleix la condició de Nyquist. Per tant, tot i que les mostres espaiades uniformement poden donar lloc a algorismes de reconstrucció més fàcils, no és una condició necessària per a una reconstrucció perfecta.
La teoria general per a mostres no de banda base i no uniformes va ser desenvolupada el 1967 per Henry Landau. Va demostrar que la freqüència de mostreig mitjana (uniforme o no) ha de ser el doble de l'amplada de banda ocupada del senyal, suposant que se sap a priori quina part de l'espectre estava ocupada. A finals de la dècada de 1990, aquest treball es va estendre parcialment per cobrir senyals dels quals es coneixia la quantitat d'amplada de banda ocupada, però es desconeixia la part real ocupada de l'espectre. A la dècada de 2000, es va desenvolupar una teoria completa (vegeu la secció Més enllà de Nyquist a continuació) utilitzant la detecció comprimida. En particular, la teoria, utilitzant el llenguatge de processament del senyal, es descriu en aquest article de 2009. Mostren, entre altres coses, que si les ubicacions de la freqüència són desconegudes, llavors és necessari fer mostres almenys el doble dels criteris de Nyquist; és a dir, heu de pagar almenys un factor de 2 per no saber la ubicació de l'espectre. Tingueu en compte que els requisits mínims de mostreig no garanteixen necessàriament l'estabilitat numèrica.

## Interpolació de Lagrange (polinomi)
Per a una funció donada, és possible construir un polinomi de grau n que tingui el mateix valor amb la funció a n + 1 punts.
Sigui el n + 1 punt per ser {\displaystyle z_{0},z_{1},\ldots ,z_{n}}, i el n + 1 valors a ser {\displaystyle w_{0},w_{1},\ldots ,w_{n}}.
D'aquesta manera, existeix un polinomi únic {\displaystyle p_{n}(z)} tal que
{\displaystyle p_{n}(z_{i})=w_{i},{\text{ where }}i=0,1,\ldots ,n.}
A més, és possible simplificar la representació de {\displaystyle p_{n}(z)} utilitzant els polinomis d'interpolació de la interpolació de Lagrange:
{\displaystyle I_{k}(z)={\frac {(z-z_{0})(z-z_{1})\cdots (z-z_{k-1})(z-z_{k+1})\cdots (z-z_{n})}{(z_{k}-z_{0})(z_{k}-z_{1})\cdots (z_{k}-z_{k-1})(z_{k}-z_{k+1})\cdots (z_{k}-z_{n})}}}
A partir de l'equació anterior:
{\displaystyle I_{k}(z_{j})=\delta _{k,j}={\begin{cases}0,&{\text{if }}k\neq j\\1,&{\text{if }}k=j\end{cases}}}
Com a resultat,
{\displaystyle p_{n}(z)=\sum _{k=0}^{n}w_{k}I_{k}(z)}
{\displaystyle p_{n}(z_{j})=w_{j},j=0,1,\ldots ,n}
Per fer la forma polinomial més útil:
{\displaystyle G_{n}(z)=(z-z_{0})(z-z_{1})\cdots (z-z_{n})}
D'aquesta manera, apareix la fórmula d'interpolació de Lagrange:
{\displaystyle p_{n}(z)=\sum _{k=0}^{n}w_{k}{\frac {G_{n}(z)}{(z-z_{k})G'_{n}(z_{k})}}}
Cal tenir en compte que si {\displaystyle f(z_{j})=p_{n}(z_{j}),j=0,1,\ldots ,n,}, aleshores la fórmula anterior es converteix en:
{\displaystyle f(z)=\sum _{k=0}^{n}f(z_{k}){\frac {G_{n}(z)}{(z-z_{k})G'_{n}(z_{k})}}}

## Mostreig no uniforme
Per a una seqüència {\displaystyle \{t_{k}\}_{k\in \mathbb {Z} }} satisfactori
{\displaystyle D=\sup _{k\in \mathbb {Z} }|t_{k}-k|<{\frac {1}{4}},}
aleshores
{\displaystyle f(t)=\sum _{k=-\infty }^{\infty }f(t_{k}){\frac {G(t)}{G'(t_{k})(t-t_{k})}},\qquad \forall {}f\in B_{\pi }^{2},\qquad (t\in \mathbb {R} ),}
on
- {\displaystyle \textstyle G(t)=(t-t_{0})\prod _{k=1}^{\infty }\left(1-{\frac {t}{t_{k}}}\right)\left(1-{\frac {t}{t_{-k}}}\right),}
- {\displaystyle B_{\sigma }^{2}} és l'espai de Bernstein, i
- {\displaystyle f(t)} és uniformement convergent en conjunts compactes.

L'anterior s'anomena teorema de Paley-Wiener-Levinson, que generalitza el teorema de mostreig WSK de mostres uniformes a mostres no uniformes. Tots dos poden reconstruir un senyal limitat per banda a partir d'aquestes mostres, respectivament.